# Матусевич, Маргарита Ивановна
Маргари́та Ива́новна Матусе́вич (14 декабря 1895 — 23 февраля 1979, похоронена на Богословском кладбище Санкт-Петербурга) — советский лингвист, представитель Ленинградской фонологической школы, ученица Л. В. Щербы.

## Биография
После окончания словесно-исторического отделения Женского педагогического института (1917) некоторое время работала учительницей русского и немецкого языков и литературы в средних учебных заведениях. В 1920-е гг. была зачислена ассистентом Ленинградского государственного университета по кафедре общего языкознания, где впоследствии и проработала всю жизнь.
С 1941 года М. И. Матусевич исполняла обязанности заведующего кафедрой фонетики и методики преподавания иностранных языков филологического факультета ЛГУ, а в 1943 году была утверждена в этой должности, которую занимала до 1966 года, когда её сменил Л. Р. Зиндер.
В 1943 году М. И. Матусевич защитила диссертацию кандидата филологических наук на тему «Введение в общую фонетику с приложением системы фонем ербогоченского говора эвенкийского языка на основе экспериментальных данных».

Могила Матусевич на Богословском кладбище Санкт-Петербурга.